# Nirbhay Wadhwa
Nirbhay Wadhwa, född 28 september 1987 i Jaipur i delstaten Rajasthan i Indien, är en indisk film och TV-skådespelare.  Han var med i tv-serien Mahabharat i rollen som Dushasana.  Därefter gjorde han huvudrollen Hanuman i den mytologiska dramaserien Sankat Mochan Mahabali Hanuman, och som Kaalasur i serien Qayamat Ki Raat.

## Uppväxt
Nirbhay Wadhwa föddes 1987 i Jaipur. Han är storebror till skådespelaren Gaurav Wadhwa. Nirbhay tillbringade sin barndom i Bikaner i Rajasthan. Han gick i skolan på St. Edmund’s School i Jaipur. Senare tog han en kandidatexamen i humaniora vid Rajasthan University.